# Шиволента (Козенца)
Шиволента је насеље у Италији у округу Козенца, региону Калабрија.
Према процени из 2011. у насељу је живело 61 становника. Насеље се налази на надморској висини од 465 м.